# Ganoderma lobatoideum
Ganoderma lobatoideum är en svampart som beskrevs av Steyaert 1980. Ganoderma lobatoideum ingår i släktet Ganoderma och familjen Ganodermataceae.   Inga underarter finns listade i Catalogue of Life.